# 1967 en droit
Cet article présente les faits marquants de l'année 1967 en droit.

## Événements

### Avril
- 10 avril, Belgique : l'article 140 de la Constitution est adopté, il prévoit que la Constitution est rédigée en français et en néerlandais.

### Décembre
- 28 décembre, France : la loi Neuwirth est votée. Cette loi autorise la contraception orale dans le pays mais ne sera appliquée qu'à partir de 1972.